# 89664 Pignata
89664 Pignata è un asteroide della fascia principale. Scoperto nel 2001, presenta un'orbita caratterizzata da un semiasse maggiore pari a 2,7183766 UA e da un'eccentricità di 0,1291663, inclinata di 11,03697° rispetto all'eclittica.
L'asteroide è dedicato all'astronomo italiano Giuliano Pignata.